# چوی سی‌هان
چوی سی‌هان (Choi Si-han)(Hangul 최시한؛ زادهٔ ۱۹۵۲) نویسنده، پژوهشگر ادبیات کره‌ای و مربی اهل کره جنوبی است که به خاطر تأکیدش بر داستان‌گویی در کلاس درس معروف است. اثر موفقیت‌آمیز او Modu areumdaun aideul (모두 아름다운 아이들 همه بچه‌های زیبا) است، کتاب Bildungsroman سردرگمی و ناراحتی جوانان را در سیستم آموزشی سفت و سخت کره جنوبی به تصویر می‌کشد.

## زندگی
چوی سی هان در بوریونگ، کره جنوبی در سال ۱۹۵۲ به دنیا آمد. او مدرک کارشناسی ارشد و دکتری خود را در رشته ادبیات کره در دانشگاه Sogang دریافت کرد. در سال ۱۹۸۲، او سرانجام با داستان کوتاه خود " Naktaui gyeoul " (낙타의 겨울 زمستان شتر) مطرح شد. او زبان و ادبیات کره ای را در دانشگاه زنان Sookmyung تدریس می‌کند و همچنین رئیس بخش داستان سرایی برای رشته‌های بین رشته‌ای بود.

## نوشتن
چوی سی هان تا به امروز دو مجموعه داستان کوتاه نوشته‌است. او بیشتر به خاطر کتاب «Modu areumdaun aideul» (모두 아름다운 아이들 همه بچه‌های زیبا) شناخته شده‌است. این کتاب در قالب دفترچه خاطرات، آشفتگی داخلی جوانانی را که در سیستم آموزشی کره جنوبی در حال مبارزه هستند، به تصویر می‌کشد. به گفته ناشر، در حال حاضر در بیست و پنجمین چاپ خود با بیش از ۵۰۰۰۰ نسخه است. یکی از داستان‌های مجموعه، «Heosaengjeoneul baeuneun sigan» (「허생전」을 배우는 시간 시간 یادگیری داستان استاد هیو در کلاس)، در کتاب‌های درسی ادبیات کره‌ای برای دانش‌آموزان دبیرستانی گنجانده شده‌است. داستان در اوایل دهه ۱۹۹۰ زمانی که اتحادیه‌های معلمان در کره جنوبی غیرقانونی بودند، موضوعات مربوط به آموزش کره را روشن می‌کند و نیاز دانش آموزان را به ارزیابی انتقادی متون ادبی نشان می‌دهد.

## آثار
مجموعه داستان‌های کوتاه
- 『 모두 아름다운 아이들』، 문학과지성사، ۲۰۰۸. (초판 ۱۹۹۶년)
- همه بچه‌های زیبا. Moonji، ۲۰۰۸. (برای اولین بار در سال ۱۹۹۶ منتشر شد)
- 『낙타의 겨울』، 문학과지성사، ۱۹۹۱.
- زمستان شتر. Moonji، ۱۹۹۱.